# NBA Playoffs 2017
Gli NBA Playoffs 2017 hanno avuto inizio il 15 aprile 2017 e sono terminati il 13 giugno 2017. I Golden State Warriors vincono per la quinta volta il titolo, battendo per 4-1 i Cleveland Cavaliers.

## Formato
Il formato in vigore dal 2007 subisce una modifica.
- Si qualificano 16 squadre, 8 per ciascuna delle due Conference: Eastern Conference e Western Conference. Alle tre vincitrici divisionali viene garantita solamente la partecipazione e non più una posizione tra le prime quattro. La regola trova immediata applicazione, in quanto agli Utah Jazz (vincitori della Northwestern) viene assegnato il quinto posto.
- Tutti gli incontri, dal primo turno alle Finals, si giocano al meglio delle 7 partite (2-2-1-1-1); la squadra meglio classificata in stagione regolare giocherà in casa: gara-1, gara-2, gara-5 e gara-7.

## Squadre qualificate

### Eastern Conference
- Boston Celtics
- Cleveland Cavaliers
- Toronto Raptors
- Wash. Wizards
- Atlanta Hawks
- Milwaukee Bucks
- Indiana Pacers
- Chicago Bulls

### Western Conference
- G.S. Warriors
- San Antonio Spurs
- Houston Rockets
- L.A. Clippers
- Utah Jazz
- Oklahoma Thunder
- Memphis Grizzlies
- Portland T. Blazers

## Tabellone
|  | Primo turno | Primo turno         | Primo turno           |                    |                       | Semifinali di conference | Semifinali di conference | Semifinali di conference |  |   | Finali di conference | Finali di conference | Finali di conference |  |    | Finali NBA      | Finali NBA | Finali NBA |
|  |             |                     |                       |                    |                       |                          |                          |                          |  |   |                      |                      |                      |  |    |                 |            |            |
|  | 1           | G.S. Warriors *     | 4                     |                    |                       |                          |                          |                          |  |   |                      |                      |                      |  |    |                 |            |            |
|  | 8           | Portland T. Blazers | 0                     |                    |                       |                          |                          |                          |  |   |                      |                      |                      |  |    |                 |            |            |
|  | 8           | Portland T. Blazers | 0                     |                    | 1                     | G.S. Warriors *          | 4                        |                          |  |   |                      |                      |                      |  |    |                 |            |            |
|  |             |                     |                       |                    | 1                     | G.S. Warriors *          | 4                        |                          |  |   |                      |                      |                      |  |    |                 |            |            |
|  |             | 5                   | Utah Jazz *           | 0                  |                       |                          |                          |                          |  |   |                      |                      |                      |  |    |                 |            |            |
|  | 4           | 5                   | Utah Jazz *           | 0                  | L.A. Clippers         | 3                        |                          |                          |  |   |                      |                      |                      |  |    |                 |            |            |
|  | 4           |                     |                       |                    | L.A. Clippers         | 3                        |                          |                          |  |   |                      |                      |                      |  |    |                 |            |            |
|  | 5           | Utah Jazz *         | 4                     |                    |                       |                          |                          |                          |  |   |                      |                      |                      |  |    |                 |            |            |
|  | 5           | Utah Jazz *         | 4                     |                    |                       |                          |                          |                          |  | 1 | G.S. Warriors *      | 4                    |                      |  |    |                 |            |            |
|  |             |                     |                       | Western Conference |                       |                          |                          |                          |  | 1 | G.S. Warriors *      | 4                    |                      |  |    |                 |            |            |
|  |             | 2                   | San Antonio Spurs *   | 0                  |                       |                          |                          |                          |  |   |                      |                      |                      |  |    |                 |            |            |
|  | 3           | 2                   | San Antonio Spurs *   | 0                  | Houston Rockets       | 4                        |                          |                          |  |   |                      |                      |                      |  |    |                 |            |            |
|  | 3           |                     |                       |                    | Houston Rockets       | 4                        |                          |                          |  |   |                      |                      |                      |  |    |                 |            |            |
|  | 6           | Oklahoma Thunder    | 1                     |                    |                       |                          |                          |                          |  |   |                      |                      |                      |  |    |                 |            |            |
|  | 6           | Oklahoma Thunder    | 1                     |                    | 3                     | Houston Rockets          | 2                        |                          |  |   |                      |                      |                      |  |    |                 |            |            |
|  |             |                     |                       |                    | 3                     | Houston Rockets          | 2                        |                          |  |   |                      |                      |                      |  |    |                 |            |            |
|  |             | 2                   | San Antonio Spurs *   | 4                  |                       |                          |                          |                          |  |   |                      |                      |                      |  |    |                 |            |            |
|  | 2           | 2                   | San Antonio Spurs *   | 4                  | San Antonio Spurs *   | 4                        |                          |                          |  |   |                      |                      |                      |  |    |                 |            |            |
|  | 2           |                     |                       |                    | San Antonio Spurs *   | 4                        |                          |                          |  |   |                      |                      |                      |  |    |                 |            |            |
|  | 7           | Memphis Grizzlies   | 2                     |                    |                       |                          |                          |                          |  |   |                      |                      |                      |  |    |                 |            |            |
|  | 7           | Memphis Grizzlies   | 2                     |                    |                       |                          |                          |                          |  |   |                      |                      |                      |  | W1 | G.S. Warriors * | 4          |            |
|  |             |                     |                       |                    |                       |                          |                          |                          |  |   |                      |                      |                      |  | W1 | G.S. Warriors * | 4          |            |
|  |             | E2                  | Cleveland Cavaliers * | 1                  |                       |                          |                          |                          |  |   |                      |                      |                      |  |    |                 |            |            |
|  | 1           | E2                  | Cleveland Cavaliers * | 1                  | Boston Celtics *      | 4                        |                          |                          |  |   |                      |                      |                      |  |    |                 |            |            |
|  | 1           |                     |                       |                    | Boston Celtics *      | 4                        |                          |                          |  |   |                      |                      |                      |  |    |                 |            |            |
|  | 8           | Chicago Bulls       | 2                     |                    |                       |                          |                          |                          |  |   |                      |                      |                      |  |    |                 |            |            |
|  | 8           | Chicago Bulls       | 2                     |                    | 1                     | Boston Celtics *         | 4                        |                          |  |   |                      |                      |                      |  |    |                 |            |            |
|  |             |                     |                       |                    | 1                     | Boston Celtics *         | 4                        |                          |  |   |                      |                      |                      |  |    |                 |            |            |
|  |             | 4                   | Wash. Wizards *       | 3                  |                       |                          |                          |                          |  |   |                      |                      |                      |  |    |                 |            |            |
|  | 4           | 4                   | Wash. Wizards *       | 3                  | Wash. Wizards *       | 4                        |                          |                          |  |   |                      |                      |                      |  |    |                 |            |            |
|  | 4           |                     |                       |                    | Wash. Wizards *       | 4                        |                          |                          |  |   |                      |                      |                      |  |    |                 |            |            |
|  | 5           | Atlanta Hawks       | 2                     |                    |                       |                          |                          |                          |  |   |                      |                      |                      |  |    |                 |            |            |
|  | 5           | Atlanta Hawks       | 2                     |                    |                       |                          |                          |                          |  | 1 | Boston Celtics       | 1                    |                      |  |    |                 |            |            |
|  |             |                     |                       | Eastern Conference |                       |                          |                          |                          |  | 1 | Boston Celtics       | 1                    |                      |  |    |                 |            |            |
|  |             | 2                   | Cleveland Cavaliers * | 4                  |                       |                          |                          |                          |  |   |                      |                      |                      |  |    |                 |            |            |
|  | 3           | 2                   | Cleveland Cavaliers * | 4                  | Toronto Raptors       | 4                        |                          |                          |  |   |                      |                      |                      |  |    |                 |            |            |
|  | 3           |                     |                       |                    | Toronto Raptors       | 4                        |                          |                          |  |   |                      |                      |                      |  |    |                 |            |            |
|  | 6           | Milwaukee Bucks     | 2                     |                    |                       |                          |                          |                          |  |   |                      |                      |                      |  |    |                 |            |            |
|  | 6           | Milwaukee Bucks     | 2                     |                    | 3                     | Toronto Raptors          | 0                        |                          |  |   |                      |                      |                      |  |    |                 |            |            |
|  |             |                     |                       |                    | 3                     | Toronto Raptors          | 0                        |                          |  |   |                      |                      |                      |  |    |                 |            |            |
|  |             | 2                   | Cleveland Cavaliers * | 4                  |                       |                          |                          |                          |  |   |                      |                      |                      |  |    |                 |            |            |
|  | 2           | 2                   | Cleveland Cavaliers * | 4                  | Cleveland Cavaliers * | 4                        |                          |                          |  |   |                      |                      |                      |  |    |                 |            |            |
|  | 2           |                     |                       |                    | Cleveland Cavaliers * | 4                        |                          |                          |  |   |                      |                      |                      |  |    |                 |            |            |
|  | 7           | Indiana Pacers      | 0                     |                    |                       |                          |                          |                          |  |   |                      |                      |                      |  |    |                 |            |            |

Legenda
- * Vincitore Division
- "Grassetto" Vincitore serie
- "Corsivo" Squadra con fattore campo

## Eastern Conference

### Primo turno

#### (1) Boston Celtics - (8) Chicago Bulls
RISULTATO FINALE: 4-2
| Arbitri: | Mike Callahan Kane Fitzgerald David Guthrie |

|              |          |                     |
| I. Thomas 33 | Punti    | J. Butler 30        |
| A. Horford 8 | Assist   | R. Rondo, D. Wade 6 |
| J. Crowder 8 | Rimbalzi | R. Lopez 11         |

| Arbitri: | James Capers John Goble Sean Wright |

|               |          |                       |
| I. Thomas 20  | Punti    | J. Butler, D. Wade 22 |
| K. Olynyk 7   | Assist   | R. Rondo 14           |
| A. Horford 11 | Rimbalzi | R. Rondo 9            |

| Arbitri: | Monty McCutchen Brian Forte Bill Spooner |

|                                           |          |               |
| D. Wade 18                                | Punti    | A. Horford 18 |
| N. Mirotić, M. Carter-Williams, D. Wade 3 | Assist   | I. Thomas 9   |
| C. Felício 11                             | Rimbalzi | A. Horford 8  |

| Arbitri: | Scott Foster Eric Lewis Tom Washington |

|              |          |               |
| J. Butler 33 | Punti    | I. Thomas 33  |
| J. Butler 9  | Assist   | I. Thomas 7   |
| B. Portis 8  | Rimbalzi | A. Horford 12 |

| Arbitri: | Danny Crawford Sean Corbin Ed Malloy |

|                          |          |            |
| A. Bradley, I. Thomas 24 | Punti    | D. Wade 26 |
| A. Horford 9             | Assist   | D. Wade 8  |
| A. Horford 7             | Rimbalzi | D. Wade 11 |

| Arbitri: | Mike Callahan Bill Kennedy James Williams |

|              |          |                         |
| J. Butler 23 | Punti    | A. Bradley 23           |
| D. Wade 3    | Assist   | A. Horford 7            |
| B. Portis 11 | Rimbalzi | A. Horford, K. Olynyk 6 |

PRECEDENTI IN REGULAR SEASON
| Regular Season 2016-17 | Boston Celtics | 2 – 2                                                                   | Chicago Bulls | Referto 1 - Referto 2 - Referto 3 - Referto 4 |
| Chicago Bulls 105 Boston Celtics 107 Chicago Bulls 104 Boston Celtics 100 Punti 99 Boston Celtics 100 Chicago Bulls 103 Boston Celtics 80 Chicago Bulls |                |                                                                         |               |                                               |
| |                |                                                                         |               |                                               |
| Chicago Bulls 105 Boston Celtics 107 Chicago Bulls 104 Boston Celtics 100                                                                               | Punti          | 99 Boston Celtics 100 Chicago Bulls 103 Boston Celtics 80 Chicago Bulls |               |                                               |

PRECEDENTI NEI PLAYOFF
|  | Boston Celtics (1981, 1986, 1987, 2009) | 4 – 0 | Chicago Bulls |  |

#### (2) Cleveland Cavaliers - (7) Indiana Pacers
RISULTATO FINALE: 4-0
| Arbitri: | Scott Foster Matt Boland Tony Brothers |

|                |          |              |
| L. James 32    | Punti    | P. George 29 |
| L. James 13    | Assist   | P. George 7  |
| T. Thompson 13 | Rimbalzi | T. Young 9   |

| Arbitri: | Marc Davis Sean Corbin James Williams |

|              |          |              |
| K. Irving 37 | Punti    | P. George 32 |
| L. James 7   | Assist   | P. George 7  |
| K. Love 11   | Rimbalzi | P. George 8  |

| Arbitri: | Danny Crawford Tony Brown Ron Garretson |

|              |          |             |
| P. George 36 | Punti    | L. James 41 |
| P. George 9  | Assist   | L. James 12 |
| P. George 15 | Rimbalzi | L. James 13 |

| Arbitri: | Mike Callahan David Guthrie Leon Wood |

|                  |          |             |
| L. Stephenson 22 | Punti    | L. James 33 |
| J. Teague 10     | Assist   | L. James 4  |
| T. Young 10      | Rimbalzi | K. Love 16  |

PRECEDENTI IN REGULAR SEASON
| Regular Season 2016-17 | Cleveland Cavaliers | 3 – 1                                                                                | Indiana Pacers | Referto 1 - Referto 2 - Referto 3 - Referto 4 |
| Indiana Pacers 103 Indiana Pacers 117 Cleveland Cavaliers 113 (2 t.s.) Cleveland Cavaliers 135 Punti 93 Cleveland Cavaliers 132 Cleveland Cavaliers 104 Indiana Pacers 130 Indiana Pacers |                     |                                                                                      |                |                                               |
| |                     |                                                                                      |                |                                               |
| Indiana Pacers 103 Indiana Pacers 117 Cleveland Cavaliers 113 (2 t.s.) Cleveland Cavaliers 135                                                                                            | Punti               | 93 Cleveland Cavaliers 132 Cleveland Cavaliers 104 Indiana Pacers 130 Indiana Pacers |                |                                               |

PRECEDENTI NEI PLAYOFF
|  | Cleveland Cavaliers | 0 – 1 | Indiana Pacers (1998) |  |

#### (3) Toronto Raptors - (6) Milwaukee Bucks
RISULTATO FINALE: 4-2
| Arbitri: | Ken Mauer John Goble Ed Malloy |

|               |          |                     |
| D. DeRozan 27 | Punti    | G. Antetokounmpo 28 |
| K. Lowry 6    | Assist   | K. Middleton 9      |
| S. Ibaka 14   | Rimbalzi | G. Monroe 15        |

| Arbitri: | Mike Callahan Bill Kennedy Mark Lindsay |

|                   |          |                     |
| D. DeRozan 23     | Punti    | G. Antetokounmpo 24 |
| S. Ibaka 6        | Assist   | G. Antetokounmpo 7  |
| J. Valančiūnas 10 | Rimbalzi | G. Antetokounmpo 15 |

| Arbitri: | Derrick Stafford Derrick Collins Zach Zarba |

|                    |          |                            |
| K. Middleton 20    | Punti    | K. Lowry, D. Wright 13     |
| M. Brogdon 9       | Assist   | C. Joseph 3                |
| G. Antetokounmpo 8 | Rimbalzi | J. Pöltl, J. Valančiūnas 7 |

| Arbitri: | Danny Crawford Brent Barnaky Ron Garretson |

|                    |          |               |
| T. Snell 19        | Punti    | D. DeRozan 33 |
| G. Antetokounmpo 4 | Assist   | D. DeRozan 5  |
| K. Middleton 11    | Rimbalzi | D. DeRozan 9  |

| Arbitri: | James Capers Jr. Pat Fraher Courtney Kirkland |

|                  |          |                     |
| N. Powell 25     | Punti    | G. Antetokounmpo 30 |
| K. Lowry 10      | Assist   | K. Middleton 6      |
| J. Valančiūnas 7 | Rimbalzi | G. Antetokounmpo 9  |

| Arbitri: | Marc Davis Tony Brothers Rodney Mott |

|                     |          |               |
| G. Antetokounmpo 34 | Punti    | D. DeRozan 32 |
| K. Middleton 5      | Assist   | K. Lowry 4    |
| G. Antetokounmpo 9  | Rimbalzi | S. Ibaka 11   |

PRECEDENTI IN REGULAR SEASON
| Regular Season 2016-17 | Toronto Raptors | 3 – 1                                                                         | Milwaukee Bucks | Referto 1 - Referto 2 - Referto 3 - Referto 4 |
| Milwaukee Bucks 99 Toronto Raptors 122 Toronto Raptors 102 Milwaukee Bucks 101 Punti 105 Toronto Raptors 100 Milwaukee Bucks 86 Milwaukee Bucks 94 Toronto Raptors |                 |                                                                               |                 |                                               |
| |                 |                                                                               |                 |                                               |
| Milwaukee Bucks 99 Toronto Raptors 122 Toronto Raptors 102 Milwaukee Bucks 101                                                                                     | Punti           | 105 Toronto Raptors 100 Milwaukee Bucks 86 Milwaukee Bucks 94 Toronto Raptors |                 |                                               |

PRECEDENTI NEI PLAYOFF

Si è trattata della prima sfida tra le due squadre ai playoff.

#### (4) Washington Wizards - (5) Atlanta Hawks
RISULTATO FINALE: 4-2
| Arbitri: | Derrick Stafford Derrick Collins Zach Zarba |

|              |          |                |
| J. Wall 32   | Punti    | D. Schröder 25 |
| J. Wall 14   | Assist   | D. Schröder 9  |
| M. Gortat 10 | Rimbalzi | D. Howard 14   |

| Arbitri: | Marc Davis Sean Corbin David Guthrie |

|              |          |               |
| J. Wall 32   | Punti    | P. Millsap 27 |
| J. Wall 9    | Assist   | D. Schröder 9 |
| M. Gortat 10 | Rimbalzi | P. Millsap 10 |

| Arbitri: | James Capers Kane Fitzgerald Pat Fraher |

|               |          |             |
| P. Millsap 29 | Punti    | J. Wall 29  |
| D. Schröder 9 | Assist   | J. Wall 7   |
| P. Millsap 14 | Rimbalzi | M. Gortat 8 |

| Arbitri: | Ken Mauer Ed Malloy Leroy Richardson |

|                           |          |              |
| P. Millsap 19             | Punti    | B. Beal 32   |
| K. Bazemore, P. Millsap 7 | Assist   | J. Wall 10   |
| D. Howard 15              | Rimbalzi | M. Gortat 18 |

| Arbitri: | Monty McCutchen James Williams Sean Wright |

|              |          |                |
| B. Beal 27   | Punti    | D. Schröder 29 |
| J. Wall 14   | Assist   | D. Schröder 11 |
| M. Gortat 10 | Rimbalzi | P. Millsap 11  |

| Arbitri: | Danny Crawford John Goble Bill Spooner |

|                |          |                        |
| P. Millsap 31  | Punti    | J. Wall 42             |
| D. Schröder 10 | Assist   | J. Wall 8              |
| P. Millsap 10  | Rimbalzi | M. Morris, O. Porter 8 |

PRECEDENTI IN REGULAR SEASON
| Regular Season 2016-17 | Wash. Wizards | 3 – 1                                                                           | Atlanta Hawks | Referto 1 - Referto 2 - Referto 3 - Referto 4 |
| Atlanta Hawks 114 Washington Wizards 95 Atlanta Hawks 86 Washington Wizards 104 Punti 99 Washington Wizards 92 Atlanta Hawks 112 Washington Wizards 100 Atlanta Hawks |               |                                                                                 |               |                                               |
| |               |                                                                                 |               |                                               |
| Atlanta Hawks 114 Washington Wizards 95 Atlanta Hawks 86 Washington Wizards 104                                                                                       | Punti         | 99 Washington Wizards 92 Atlanta Hawks 112 Washington Wizards 100 Atlanta Hawks |               |                                               |

PRECEDENTI NEI PLAYOFF
|  | Wash. Wizards (1965, 1978, 1979) | 3 – 2 | Atlanta Hawks (1966, 2015) |  |

### Semifinali

#### (1) Boston Celtics - (4) Washington Wizards
RISULTATO FINALE: 4-3
| Arbitri: | Scott Foster Courtney Kirkland Zach Zarba |

|               |          |              |
| I. Thomas 33  | Punti    | B. Beal 27   |
| A. Horford 10 | Assist   | J. Wall 16   |
| A. Horford 9  | Rimbalzi | M. Gortat 13 |

| Arbitri: | Marc Davis Rodney Mott Tom Washington |

|               |          |              |
| I. Thomas 53  | Punti    | J. Wall 40   |
| M. Smart 5    | Assist   | J. Wall 13   |
| A. Horford 12 | Rimbalzi | M. Gortat 10 |

| Arbitri: | Monty McCutchen Tony Brown James Capers |

|              |          |               |
| J. Wall 24   | Punti    | A. Horford 16 |
| J. Wall 8    | Assist   | I. Thomas 4   |
| M. Gortat 16 | Rimbalzi | J. Crowder 7  |

| Arbitri: | Danny Crawford Sean Corbin Ron Garretson |

|              |          |                         |
| B. Beal 29   | Punti    | I. Thomas 19            |
| J. Wall 12   | Assist   | M. Smart 6              |
| M. Morris 10 | Rimbalzi | J. Crowder, T. Rozier 7 |

| Arbitri: | Mike Callahan Ed Malloy Sean Wright |

|               |          |                                   |
| A. Bradley 29 | Punti    | J. Wall 21                        |
| I. Thomas 9   | Assist   | B. Beal, J. Wall, B. Bogdanović 4 |
| M. Smart 11   | Rimbalzi | M. Gortat 11                      |

| Arbitri: | Ken Mauer Tony Brothers John Goble |

|              |          |                          |
| B. Beal 33   | Punti    | A. Bradley, I. Thomas 27 |
| J. Wall 8    | Assist   | J. Crowder 8             |
| M. Gortat 13 | Rimbalzi | K. Olynyk 8              |

| Arbitri: | Monty McCutchen Derrick Stafford Zach Zarba |

|                        |          |              |
| I. Thomas 29           | Punti    | B. Beal 38   |
| I. Thomas 12           | Assist   | J. Wall 11   |
| A. Horford, M. Smart 6 | Rimbalzi | M. Gortat 11 |

PRECEDENTI IN REGULAR SEASON
| Regular Season 2016-17 | Boston Celtics | 2 – 2                                                                              | Wash. Wizards | Referto 1 - Referto 2 - Referto 3 - Referto 4 |
| Washington Wizards 118 Boston Celtics 117 Washington Wizards 123 Boston Celtics 110 Punti 93 Boston Celtics 108 Washington Wizards 108 Boston Celtics 102 Washington Wizards |                |                                                                                    |               |                                               |
| |                |                                                                                    |               |                                               |
| Washington Wizards 118 Boston Celtics 117 Washington Wizards 123 Boston Celtics 110                                                                                          | Punti          | 93 Boston Celtics 108 Washington Wizards 108 Boston Celtics 102 Washington Wizards |               |                                               |

PRECEDENTI NEI PLAYOFF
|  | Boston Celtics (1982, 1984) | 2 – 1 | Wash. Wizards (1975) |  |

#### (2) Cleveland Cavaliers - (3) Toronto Raptors
RISULTATO FINALE: 4-0
| Arbitri: | Monty McCutchen Eric Lewis Derrick Stafford |

|                |          |                 |
| L. James 35    | Punti    | K. Lowry 20     |
| K. Irving 10   | Assist   | K. Lowry 11     |
| T. Thompson 14 | Rimbalzi | P. J. Tucker 11 |

| Arbitri: | Danny Crawford Sean Corbin Sean Wright |

|               |          |                   |
| L. James 39   | Punti    | J. Valančiūnas 23 |
| K. Irving 11  | Assist   | K. Lowry 5        |
| T. Thompson 9 | Rimbalzi | C. Joseph 6       |

| Arbitri: | Mike Callahan Kane Fitzgerald Bill Kennedy |

|                  |          |             |
| D. DeRozan 37    | Punti    | L. James 35 |
| C. Joseph 6      | Assist   | L. James 7  |
| J. Valančiūnas 8 | Rimbalzi | K. Love 13  |

| Arbitri: | Scott Foster Tony Brothers Pat Fraher |

|                 |          |             |
| S. Ibaka 23     | Punti    | L. James 35 |
| C. Joseph 12    | Assist   | K. Irving 9 |
| P. J. Tucker 12 | Rimbalzi | L. James 9  |

PRECEDENTI IN REGULAR SEASON
| Regular Season 2016-17 | Cleveland Cavaliers | 3 – 1                                                                                 | Toronto Raptors | Referto 1 - Referto 2 - Referto 3 - Referto 4 |
| Toronto Raptors 91 Cleveland Cavaliers 121 Toronto Raptors 112 Cleveland Cavaliers 83 Punti 94 Cleveland Cavaliers 117 Toronto Raptors 116 Cleveland Cavaliers 98 Toronto Raptors |                     |                                                                                       |                 |                                               |
| |                     |                                                                                       |                 |                                               |
| Toronto Raptors 91 Cleveland Cavaliers 121 Toronto Raptors 112 Cleveland Cavaliers 83                                                                                             | Punti               | 94 Cleveland Cavaliers 117 Toronto Raptors 116 Cleveland Cavaliers 98 Toronto Raptors |                 |                                               |

PRECEDENTI NEI PLAYOFF
|  | Cleveland Cavaliers (2016) | 1 – 0 | Toronto Raptors |  |

### Finale

#### (1) Boston Celtics - (2) Cleveland Cavaliers
RISULTATO FINALE: 1-4
| Arbitri: | Mike Callahan John Goble Sean Wright |

|                           |          |             |
| A. Bradley, J. Crowder 21 | Punti    | L. James 38 |
| I. Thomas 10              | Assist   | L. James 7  |
| J. Brown 9                | Rimbalzi | K. Love 12  |

| Arbitri: | Scott Foster Tony Brothers Ron Garretson |

|                                   |          |             |
| J. Brown 19                       | Punti    | L. James 30 |
| M. Smart 7                        | Assist   | L. James 7  |
| M. Smart, A. Horford, J. Mickey 5 | Rimbalzi | K. Love 12  |

| Arbitri: | Danny Crawford Marc Davis David Guthrie |

|                |          |               |
| K. Irving 29   | Punti    | M. Smart 27   |
| K. Irving 7    | Assist   | M. Smart 7    |
| T. Thompson 13 | Rimbalzi | J. Crowder 11 |

| Arbitri: | Monty McCutchen Pat Fraher Derrick Stafford |

|              |          |               |
| K. Irving 42 | Punti    | A. Bradley 19 |
| L. James 6   | Assist   | A. Horford 7  |
| K. Love 17   | Rimbalzi | J. Crowder 8  |

| Arbitri: | Kane Fitzgerald Ed Malloy Ken Mauer |

|               |          |             |
| A. Bradley 23 | Punti    | L. James 35 |
| T. Rozier 7   | Assist   | L. James 8  |
| J. Crowder 6  | Rimbalzi | K. Love 11  |

PRECEDENTI IN REGULAR SEASON
| Regular Season 2016-17 | Boston Celtics | 1 – 3                                                                                | Cleveland Cavaliers | Referto 1 - Referto 2 - Referto 3 - Referto 4 |
| Cleveland Cavaliers 128 Cleveland Cavaliers 124 Boston Celtics 103 Boston Celtics 91 Punti 122 Boston Celtics 118 Boston Celtics 99 Cleveland Cavaliers 114 Cleveland Cavaliers |                |                                                                                      |                     |                                               |
| |                |                                                                                      |                     |                                               |
| Cleveland Cavaliers 128 Cleveland Cavaliers 124 Boston Celtics 103 Boston Celtics 91                                                                                            | Punti          | 122 Boston Celtics 118 Boston Celtics 99 Cleveland Cavaliers 114 Cleveland Cavaliers |                     |                                               |

PRECEDENTI NEI PLAYOFF
|  | Boston Celtics (1976, 1985, 2008, 2010) | 4 – 2 | Cleveland Cavaliers (1992, 2015) |  |

## Western Conference

### Primo turno

#### (1) Golden State Warriors - (8) Portland Trail Blazers
RISULTATO FINALE: 4-0
| Arbitri: | Monty McCutchen Tony Brown Ron Garretson |

|              |          |                        |
| K. Durant 32 | Punti    | C.J. McCollum 41       |
| D. Green 9   | Assist   | E. Turner, N. Vonleh 4 |
| D. Green 12  | Rimbalzi | E. Turner 10           |

| Arbitri: | Ken Mauer Ed Malloy Michael Smith |

|             |          |                |
| S. Curry 19 | Punti    | M. Harkless 15 |
| D. Green 10 | Assist   | E. Turner 7    |
| D. Green 12 | Rimbalzi | M. Harkless 8  |

| Arbitri: | Ken Mauer Leroy Richardson Zach Zarba |

|                         |          |             |
| C.J. McCollum 32        | Punti    | S. Curry 34 |
| D. Lillard, J. Nurkić 4 | Assist   | S. Curry 8  |
| J. Nurkić 8             | Rimbalzi | D. Green 8  |

| Arbitri: | Derrick Stafford Bennie Adams Sean Wright |

|               |          |                         |
| D. Lillard 34 | Punti    | S. Curry 37             |
| D. Lillard 6  | Assist   | S. Curry 8              |
| N. Vonleh 14  | Rimbalzi | S. Curry, Z. Pachulia 7 |

PRECEDENTI IN REGULAR SEASON
| Regular Season 2016-17 | G.S. Warriors | 4 – 0 | Portland T. Blazers | Referto 1 - Referto 2 - Referto 3 - Referto 4 |
| Portland Trail Blazers 104 Golden State Warriors 135 Golden State Warriors 125 Portland Trail Blazers 111 Punti 127 Golden State Warriors 90 Portland Trail Blazers 117 Portland Trail Blazers 113 Golden State Warriors |               | |                     |                                               |
| |               | |                     |                                               |
| Portland Trail Blazers 104 Golden State Warriors 135 Golden State Warriors 125 Portland Trail Blazers 111 | Punti         | 127 Golden State Warriors 90 Portland Trail Blazers 117 Portland Trail Blazers 113 Golden State Warriors |                     |                                               |

PRECEDENTI NEI PLAYOFF
|  | G.S. Warriors (2016) | 1 – 0 | Portland T. Blazers |  |

#### (2) San Antonio Spurs - (7) Memphis Grizzlies
RISULTATO FINALE: 4-2
| Arbitri: | Marc Davis Bill Kennedy Josh Tiven |

|               |          |                       |
| K. Leonard 32 | Punti    | M. Gasol 32           |
| K. Leonard 5  | Assist   | M. Conley 7           |
| D. Dedmon 8   | Rimbalzi | M. Conley, M. Gasol 5 |

| Arbitri: | Danny Crawford Rodney Mott Bill Spooner |

|                         |          |                |
| K. Leonard 37           | Punti    | M. Conley 24   |
| E. Ginóbili, P. Mills 3 | Assist   | M. Conley 8    |
| K. Leonard 11           | Rimbalzi | Z. Randolph 10 |

| Arbitri: | James Capers Pat Fraher Courtney Kirkland |

|               |          |                                       |
| M. Conley 24  | Punti    | K. Leonard 18                         |
| M. Conley 8   | Assist   | K. Leonard, K. Anderson, J. Simmons 3 |
| Z. Randolph 8 | Rimbalzi | L. Aldridge 11                        |

| Arbitri: | Derrick Stafford Bennie Adams John Goble |

|              |          |               |
| M. Conley 35 | Punti    | K. Leonard 43 |
| M. Conley 8  | Assist   | T. Parker 5   |
| M. Gasol 12  | Rimbalzi | P. Gasol 11   |

| Arbitri: | Tony Brothers Mike Callahan Derrick Collins |

|                         |          |               |
| K. Leonard 28           | Punti    | M. Conley 26  |
| K. Leonard, T. Parker 6 | Assist   | Z. Randolph 6 |
| L. Aldridge 9           | Rimbalzi | M. Gasol 7    |

| Arbitri: | Scott Foster Brian Forte Zach Zarba |

|                |          |                         |
| M. Conley 26   | Punti    | K. Leonard 28           |
| M. Gasol 6     | Assist   | K. Leonard, T. Parker 4 |
| Z. Randolph 11 | Rimbalzi | L. Aldridge 12          |

PRECEDENTI IN REGULAR SEASON
| Regular Season 2016-17 | San Antonio Spurs | 2 – 2                                                                               | Memphis Grizzlies | Referto 1 - Referto 2 - Referto 3 - Referto 4 |
| Memphis Grizzlies 89 Memphis Grizzlies 104 San Antonio Spurs 97 San Antonio Spurs 95 Punti 74 San Antonio Spurs 96 San Antonio Spurs 90 Memphis Grizzlies 89 Memphis Grizzlies |                   |                                                                                     |                   |                                               |
| |                   |                                                                                     |                   |                                               |
| Memphis Grizzlies 89 Memphis Grizzlies 104 San Antonio Spurs 97 San Antonio Spurs 95                                                                                           | Punti             | 74 San Antonio Spurs 96 San Antonio Spurs 90 Memphis Grizzlies 89 Memphis Grizzlies |                   |                                               |

PRECEDENTI NEI PLAYOFF
|  | San Antonio Spurs (2004, 2013, 2016) | 3 – 1 | Memphis Grizzlies (2011) |  |

#### (3) Houston Rockets - (6) Oklahoma City Thunder
RISULTATO FINALE: 4-1
| Arbitri: | James Capers Courtney Kirkland Sean Wright |

|                |          |                 |
| J. Harden 37   | Punti    | R. Westbrook 22 |
| J. Harden 9    | Assist   | R. Westbrook 7  |
| R. Anderson 12 | Rimbalzi | R. Westbrook 11 |

| Arbitri: | Scott Foster Mark Ayotte Tony Brothers |

|              |          |                 |
| J. Harden 35 | Punti    | R. Westbrook 51 |
| J. Harden 8  | Assist   | R. Westbrook 13 |
| C. Capela 10 | Rimbalzi | R. Westbrook 10 |

| Arbitri: | Scott Foster Mark Lindsay Tom Washington |

|                 |          |               |
| R. Westbrook 32 | Punti    | J. Harden 44  |
| R. Westbrook 11 | Assist   | J. Harden 6   |
| R. Westbrook 13 | Rimbalzi | P. Beverley 7 |

| Arbitri: | Monty McCutchen Brian Forte Josh Tiven |

|                 |          |             |
| R. Westbrook 35 | Punti    | Nenê 28     |
| R. Westbrook 14 | Assist   | J. Harden 8 |
| R. Westbrook 14 | Rimbalzi | Nenê 10     |

| Arbitri: | Marc Davis Bill Kennedy Zach Zarba |

|              |          |                 |
| J. Harden 34 | Punti    | R. Westbrook 47 |
| J. Harden 4  | Assist   | R. Westbrook 9  |
| C. Capela 9  | Rimbalzi | R. Westbrook 11 |

PRECEDENTI IN REGULAR SEASON
| Regular Season 2016-17 | Houston Rockets | 3 – 1                                                                                       | Oklahoma Thunder | Referto 1 - Referto 2 - Referto 3 - Referto 4 |
| Oklahoma City Thunder 105 Oklahoma City Thunder 99 Houston Rockets 118 Houston Rockets 137 Punti 103 Houston Rockets 102 Houston Rockets 116 Oklahoma City Thunder 125 Oklahoma City Thunder |                 |                                                                                             |                  |                                               |
| |                 |                                                                                             |                  |                                               |
| Oklahoma City Thunder 105 Oklahoma City Thunder 99 Houston Rockets 118 Houston Rockets 137                                                                                                   | Punti           | 103 Houston Rockets 102 Houston Rockets 116 Oklahoma City Thunder 125 Oklahoma City Thunder |                  |                                               |

PRECEDENTI NEI PLAYOFF
|  | Houston Rockets (1997) | 1 – 6 | Oklahoma Thunder (1982, 1987, 1989, 1993, 1996, 2013) |  |

#### (4) Los Angeles Clippers - (5) Utah Jazz
RISULTATO FINALE: 3-4
| Arbitri: | Danny Crawford Rodney Mott Bill Spooner |

|               |          |               |
| B. Griffin 26 | Punti    | J. Johnson 21 |
| C. Paul 11    | Assist   | B. Diaw 6     |
| D. Jordan 15  | Rimbalzi | G. Hayward 10 |

| Arbitri: | Monty McCutchen Kane Fitzgerald Pat Fraher |

|               |          |                      |
| B. Griffin 24 | Punti    | G. Hayward 20        |
| C. Paul 10    | Assist   | G. Hill 4            |
| D. Jordan 15  | Rimbalzi | D. Favors, G. Hill 7 |

| Arbitri: | Mike Callahan Tony Brothers Eric Lewis |

|               |          |              |
| G. Hayward 40 | Punti    | C. Paul 34   |
| J. Ingles 5   | Assist   | C. Paul 10   |
| G. Hayward 8  | Rimbalzi | D. Jordan 13 |

| Arbitri: | Marc Davis Bill Kennedy James Williams |

|               |          |              |
| J. Johnson 28 | Punti    | C. Paul 27   |
| J. Ingles 11  | Assist   | C. Paul 12   |
| R. Gobert 13  | Rimbalzi | D. Jordan 10 |

| Arbitri: | Scott Foster Ron Garretson John Goble |

|              |          |               |
| C. Paul 28   | Punti    | G. Hayward 27 |
| C. Paul 9    | Assist   | G. Hill 7     |
| D. Jordan 12 | Rimbalzi | R. Gobert 11  |

| Arbitri: | Monty McCutchen James Capers Tom Washington |

|               |          |              |
| G. Hayward 31 | Punti    | C. Paul 29   |
| G. Hayward 4  | Assist   | C. Paul 8    |
| R. Gobert 9   | Rimbalzi | D. Jordan 18 |

| Arbitri: | Danny Crawford Tony Brothers Bill Kennedy |

|              |          |                       |
| D. Jordan 24 | Punti    | G. Hayward 26         |
| C. Paul 9    | Assist   | G. Hill, J. Johnson 5 |
| D. Jordan 17 | Rimbalzi | D. Favors 11          |

PRECEDENTI IN REGULAR SEASON
| Regular Season 2016-17 | L.A. Clippers | 3 – 1                                                                      | Utah Jazz | Referto 1 - Referto 2 - Referto 3 - Referto 4 |
| Los Angeles Clippers 88 Utah Jazz 72 Utah Jazz 114 Los Angeles Clippers 108 Punti 75 Utah Jazz 88 Los Angeles Clippers 108 Los Angeles Clippers 95 Utah Jazz |               |                                                                            |           |                                               |
| |               |                                                                            |           |                                               |
| Los Angeles Clippers 88 Utah Jazz 72 Utah Jazz 114 Los Angeles Clippers 108                                                                                  | Punti         | 75 Utah Jazz 88 Los Angeles Clippers 108 Los Angeles Clippers 95 Utah Jazz |           |                                               |

PRECEDENTI NEI PLAYOFF
|  | L.A. Clippers | 0 – 2 | Utah Jazz (1992, 1997) |  |

### Semifinali

#### (1) Golden State Warriors - (5) Utah Jazz
RISULTATO FINALE: 4-0
| Arbitri: | Mike Callahan John Goble David Guthrie |

|             |          |                                  |
| S. Curry 22 | Punti    | R. Gobert 13                     |
| D. West 7   | Assist   | G. Hayward, J. Ingles, S. Mack 4 |
| D. Green 8  | Rimbalzi | R. Gobert 13                     |

| Arbitri: | Derrick Stafford Derrick Collins Zach Zarba |

|                       |          |                       |
| K. Durant 25          | Punti    | G. Hayward 33         |
| K. Durant, S. Curry 7 | Assist   | G. Hayward, S. Mack 4 |
| K. Durant 11          | Rimbalzi | R. Gobert 16          |

| Arbitri: | Ken Mauer Bennie Adams Ed Malloy |

|               |          |              |
| G. Hayward 29 | Punti    | K. Durant 38 |
| G. Hayward 6  | Assist   | D. Green 5   |
| R. Gobert 15  | Rimbalzi | K. Durant 13 |

| Arbitri: | Monty McCutchen James Capers James Williams |

|                         |          |             |
| G. Hayward 25           | Punti    | S. Curry 30 |
| G. Hayward, J. Ingles 3 | Assist   | D. Green 11 |
| R. Gobert 13            | Rimbalzi | D. Green 10 |

PRECEDENTI IN REGULAR SEASON
| Regular Season 2016-17 | G.S. Warriors | 2 – 1                                                | Utah Jazz | Referto 1 - Referto 2 - Referto 3 |
| Utah Jazz 99 Golden State Warriors 104 Golden State Warriors 99 Punti 106 Golden State Warriors 74 Utah Jazz 105 Utah Jazz |               |                                                      |           |                                   |
| |               |                                                      |           |                                   |
| Utah Jazz 99 Golden State Warriors 104 Golden State Warriors 99                                                            | Punti         | 106 Golden State Warriors 74 Utah Jazz 105 Utah Jazz |           |                                   |

PRECEDENTI NEI PLAYOFF
|  | G.S. Warriors (1987, 1989) | 2 – 1 | Utah Jazz (2007) |  |

#### (2) San Antonio Spurs - (3) Houston Rockets
RISULTATO FINALE: 4-2
| Arbitri: | Ken Mauer Ed Malloy Josh Tiven |

|               |          |              |
| K. Leonard 21 | Punti    | T. Ariza 23  |
| K. Leonard 6  | Assist   | J. Harden 14 |
| K. Leonard 11 | Rimbalzi | C. Capela 13 |

| Arbitri: | Scott Foster Tony Brothers Bill Spooner |

|               |          |                |
| K. Leonard 34 | Punti    | R. Anderson 18 |
| K. Leonard 8  | Assist   | J. Harden 10   |
| P. Gasol 13   | Rimbalzi | R. Anderson 8  |

| Arbitri: | Danny Crawford Marc Davis Brian Forte |

|                       |          |                            |
| J. Harden 43          | Punti    | K. Leonard, L. Aldridge 26 |
| J. Harden, T. Ariza 5 | Assist   | K. Leonard 7               |
| C. Capela 16          | Rimbalzi | K. Leonard 10              |

| Arbitri: | Mike Callahan John Goble Sean Wright |

|              |          |               |
| J. Harden 28 | Punti    | J. Simmons 17 |
| J. Harden 12 | Assist   | P. Mills 5    |
| C. Capela 9  | Rimbalzi | P. Gasol 7    |

| Arbitri: | Rodney Mott Derrick Stafford Zach Zarba |

|               |          |                         |
| K. Leonard 22 | Punti    | J. Harden 33            |
| M. Ginóbili 5 | Assist   | J. Harden 10            |
| K. Leonard 15 | Rimbalzi | J. Harden, C. Capela 11 |

| Arbitri: | Scott Foster James Capers Ron Garretson |

|              |          |                |
| T. Ariza 20  | Punti    | L. Aldridge 34 |
| J. Harden 7  | Assist   | P. Mills 7     |
| C. Capela 12 | Rimbalzi | L. Aldridge 12 |

PRECEDENTI IN REGULAR SEASON
| Regular Season 2016-17 | San Antonio Spurs | 3 – 1                                                                               | Houston Rockets | Referto 1 - Referto 2 - Referto 3 - Referto 4 |
| San Antonio Spurs 99 Houston Rockets 100 Houston Rockets 100 San Antonio Spurs 112 Punti 101 Houston Rockets 106 San Antonio Spurs 102 San Antonio Spurs 110 Houston Rockets |                   |                                                                                     |                 |                                               |
| |                   |                                                                                     |                 |                                               |
| San Antonio Spurs 99 Houston Rockets 100 Houston Rockets 100 San Antonio Spurs 112                                                                                           | Punti             | 101 Houston Rockets 106 San Antonio Spurs 102 San Antonio Spurs 110 Houston Rockets |                 |                                               |

PRECEDENTI NEI PLAYOFF
|  | San Antonio Spurs | 0 – 3 | Houston Rockets (1980, 1981, 1995) |  |

### Finale

#### (1) Golden State Warriors - (2) San Antonio Spurs
RISULTATO FINALE: 4-0
| Arbitri: | Danny Crawford Marc Davis Tom Washington |

|               |          |                                     |
| S. Curry 40   | Punti    | L. Aldridge 28                      |
| D. Green 7    | Assist   | K. Leonard, L. Aldridge, P. Mills 3 |
| Z. Pachulia 9 | Rimbalzi | L. Aldridge, K. Leonard 8           |

| Arbitri: | Ken Mauer Kane Fitzgerald Ed Malloy |

|             |          |               |
| S. Curry 29 | Punti    | J. Simmons 22 |
| S. Curry 7  | Assist   | D. Murray 6   |
| D. Green 9  | Rimbalzi | D. Dedmon 9   |

| Arbitri: | Monty McCutchen James Capers Bill Kennedy |

|                |          |              |
| E. Ginóbili 21 | Punti    | K. Durant 33 |
| P. Mills 6     | Assist   | D. Green 7   |
| P. Gasol 10    | Rimbalzi | K. Durant 10 |

| Arbitri: | Mike Callahan Sean Corbin Zach Zarba |

|                          |          |              |
| K. Anderson 20           | Punti    | S. Curry 36  |
| E. Ginóbili, D. Murray 7 | Assist   | D. Green 8   |
| P. Gasol 9               | Rimbalzi | K. Durant 12 |

PRECEDENTI IN REGULAR SEASON
| Regular Season 2016-17 | G.S. Warriors | 1 – 2                                                                    | San Antonio Spurs | Referto 1 - Referto 2 - Referto 3 |
| Golden State Warriors 100 San Antonio Spurs 107 San Antonio Spurs 98 Punti 129 San Antonio Spurs 85 Golden State Warriors 110 Golden State Warriors |               |                                                                          |                   |                                   |
| |               |                                                                          |                   |                                   |
| Golden State Warriors 100 San Antonio Spurs 107 San Antonio Spurs 98                                                                                | Punti         | 129 San Antonio Spurs 85 Golden State Warriors 110 Golden State Warriors |                   |                                   |

PRECEDENTI NEI PLAYOFF
|  | G.S. Warriors (1991) | 1 – 1 | San Antonio Spurs (2013) |  |

## NBA Finals 2017

### Golden State Warriors - Cleveland Cavaliers
RISULTATO FINALE
|  | G.S. Warriors | 4 – 1 | Cleveland Cavaliers |  |

PRECEDENTI IN REGULAR SEASON
| Regular Season 2016-17                                                                                   | G.S. Warriors | 1 – 1                                            | Cleveland Cavaliers | Referto 1 - Referto 2 |
| Cleveland Cavaliers 109 Golden State Warriors 126 Punti 108 Golden State Warriors 91 Cleveland Cavaliers |               |                                                  |                     |                       |
| |               |                                                  |                     |                       |
| Cleveland Cavaliers 109 Golden State Warriors 126                                                        | Punti         | 108 Golden State Warriors 91 Cleveland Cavaliers |                     |                       |

PRECEDENTI NEI PLAYOFF
|  | G.S. Warriors (2015) | 1 – 1 | Cleveland Cavaliers (2016) |  |

#### Roster
| \| Pos. \| Num. \| Naz. \| Nome \| Altezza \| Peso \| Data nascita \| Provenienza \| \| ---- \| ---- \| ---------------------- \| --------------------- \| ------- \| ------ \| ------------ \| ----------------- \| \| AP \| 22 \| Stati Uniti (bandiera) \| Barnes, Matt \| 201 cm \| 103 kg \| 09-03-1980 \| UCLA \| \| G \| 21 \| Stati Uniti (bandiera) \| Clark, Ian \| 191 cm \| 79 kg \| 07-03-1991 \| Belmont \| \| AG \| 20 \| Stati Uniti (bandiera) \| McAdoo, James Michael \| 206 cm \| 109 kg \| 04-01-1993 \| North Carolina \| \| P \| 30 \| Stati Uniti (bandiera) \| Curry, Stephen (C) \| 191 cm \| 86 kg \| 14-03-1988 \| Davidson \| \| AP \| 35 \| Stati Uniti (bandiera) \| Durant, Kevin (C) \| 206 cm \| 100 kg \| 29-09-1988 \| Texas \| \| AG \| 23 \| Stati Uniti (bandiera) \| Green, Draymond (C) \| 201 cm \| 104 kg \| 04-03-1990 \| Michigan State \| \| G/AP \| 9 \| Stati Uniti (bandiera) \| Iguodala, Andre (C) \| 198 cm \| 97 kg \| 28-01-1984 \| Arizona \| \| C \| 15 \| Stati Uniti (bandiera) \| Jones, Damian \| 213 cm \| 111 kg \| 30-06-1995 \| Vanderbilt \| \| P/G \| 34 \| Stati Uniti (bandiera) \| Livingston, Shaun \| 201 cm \| 87 kg \| 11-09-1985 \| Peoria Central HS \| \| AG/C \| 5 \| Stati Uniti (bandiera) \| Looney, Kevon \| 206 cm \| 100 kg \| 06-02-1996 \| UCLA \| \| G/AP \| 0 \| Stati Uniti (bandiera) \| McCaw, Patrick \| 198 cm \| 82 kg \| 25-10-1995 \| UNLV \| \| C \| 1 \| Stati Uniti (bandiera) \| McGee, JaVale \| 213 cm \| 122 kg \| 19-01-1988 \| Nevada \| \| C \| 27 \| Georgia (bandiera) \| Pachulia, Zaza \| 211 cm \| 125 kg \| 10-02-1984 \| Georgia \| \| G \| 11 \| Stati Uniti (bandiera) \| Thompson, Klay (C) \| 201 cm \| 98 kg \| 08-02-1990 \| Washington State \| \| AG \| 3 \| Stati Uniti (bandiera) \| West, David \| 206 cm \| 113 kg \| 29-08-1980 \| Xavier \| | Allenatore - Steve Kerr Assistente/i - Ron Adams - Jarron Collins - Mike Brown - Chris DeMarco - Bruce Fraser - Willie Green Legenda - (C) Capitano - (FA) Free agent - (S) Sospeso - (GL) Assegnato a squadra D League affiliata - (TW) Contratto Two-way - Infortunato Roster • Transazioni · Ultima transazione: 31 maggio 2017 |                        |                       |         |        |              |                   |
| Pos. | Num. | Naz.                   | Nome                  | Altezza | Peso   | Data nascita | Provenienza       |
| AP | 22 | Stati Uniti (bandiera) | Barnes, Matt          | 201 cm  | 103 kg | 09-03-1980   | UCLA              |
| G | 21 | Stati Uniti (bandiera) | Clark, Ian            | 191 cm  | 79 kg  | 07-03-1991   | Belmont           |
| AG | 20 | Stati Uniti (bandiera) | McAdoo, James Michael | 206 cm  | 109 kg | 04-01-1993   | North Carolina    |
| P | 30 | Stati Uniti (bandiera) | Curry, Stephen (C)    | 191 cm  | 86 kg  | 14-03-1988   | Davidson          |
| AP | 35 | Stati Uniti (bandiera) | Durant, Kevin (C)     | 206 cm  | 100 kg | 29-09-1988   | Texas             |
| AG | 23 | Stati Uniti (bandiera) | Green, Draymond (C)   | 201 cm  | 104 kg | 04-03-1990   | Michigan State    |
| G/AP | 9 | Stati Uniti (bandiera) | Iguodala, Andre (C)   | 198 cm  | 97 kg  | 28-01-1984   | Arizona           |
| C | 15 | Stati Uniti (bandiera) | Jones, Damian         | 213 cm  | 111 kg | 30-06-1995   | Vanderbilt        |
| P/G | 34 | Stati Uniti (bandiera) | Livingston, Shaun     | 201 cm  | 87 kg  | 11-09-1985   | Peoria Central HS |
| AG/C | 5 | Stati Uniti (bandiera) | Looney, Kevon         | 206 cm  | 100 kg | 06-02-1996   | UCLA              |
| G/AP | 0 | Stati Uniti (bandiera) | McCaw, Patrick        | 198 cm  | 82 kg  | 25-10-1995   | UNLV              |
| C | 1 | Stati Uniti (bandiera) | McGee, JaVale         | 213 cm  | 122 kg | 19-01-1988   | Nevada            |
| C | 27 | Georgia (bandiera)     | Pachulia, Zaza        | 211 cm  | 125 kg | 10-02-1984   | Georgia           |
| G | 11 | Stati Uniti (bandiera) | Thompson, Klay (C)    | 201 cm  | 98 kg  | 08-02-1990   | Washington State  |
| AG | 3 | Stati Uniti (bandiera) | West, David           | 206 cm  | 113 kg | 29-08-1980   | Xavier            |

| \| Pos. \| Num. \| Naz. \| Nome \| Altezza \| Peso \| Data nascita \| Provenienza \| \| ---- \| ---- \| ---- \| ------------------ \| ------- \| ------ \| ------------ \| ------------------------------------------------ \| \| P \| 20 \| \| Felder, Kay \| 175 cm \| 80 kg \| 29-03-1995 \| OU Golden Grizzlies \| \| C \| 9 \| \| Frye, Channing \| 211 cm \| 116 kg \| 17-05-1983 \| Arizona \| \| G \| 2 \| \| Irving, Kyrie (C) \| 188 cm \| 82 kg \| 23-03-1992 \| Duke \| \| A \| 23 \| \| James, LeBron (C) \| 203 cm \| 109 kg \| 30-12-1984 \| St. Vincent St. Mary High School (Ohio) \| \| A \| 24 \| \| Jefferson, Richard \| 201 cm \| 106 kg \| 21-06-1980 \| Arizona \| \| A \| 30 \| \| Jones, Dahntay \| 198 cm \| 102 kg \| 27-12-1980 \| Duke \| \| A \| 1 \| \| Jones, James \| 203 cm \| 102 kg \| 04-10-1980 \| Miami (FL) \| \| A \| 26 \| \| Korver, Kyle \| 201 cm \| 96 kg \| 17-03-1981 \| Creighton Bluejays \| \| A \| 0 \| \| Love, Kevin (C) \| 208 cm \| 118 kg \| 07-09-1988 \| UCLA \| \| G \| 4 \| \| Shumpert, Iman \| 196 cm \| 96 kg \| 26-06-1990 \| Georgia Tech \| \| G \| 5 \| \| Smith, J.R. \| 198 cm \| 100 kg \| 09-09-1985 \| Saint Benedict's Preparatory School (New Jersey) \| \| C \| 40 \| \| Tavares, Walter \| 221 cm \| 120 kg \| 22-03-1992 \| Gran Canaria \| \| A \| 13 \| \| Thompson, Tristan \| 203 cm \| 102 kg \| 13-03-1991 \| Texas \| \| G \| 31 \| \| Williams, Deron \| 191 cm \| 91 kg \| 26-06-1984 \| Illinois \| \| A \| 3 \| \| Williams, Derrick \| 203 cm \| 109 kg \| 25-05-1991 \| Arizona \| | Allenatore - Tyronn Lue Assistente/i - Jim Boylan (Vice-allenatore) - Larry Drew (Vice-allenatore) - Damon Jones (Vice-allenatore) - Mike Longabardi (Vice-allenatore) - James Posey (Vice-allenatore) - Phil Handy (Vice-allenatore) - Vitalij Potapenko (Vice-allenatore sviluppo dei giocatori) - Derek Millender (Preparatore fisico) - Stephen Spiro (Preparatore atletico) Legenda - (C) Capitano - (FA) Free agent - (S) Sospeso - (TW) Contratto Two-way - (GL) Assegnato a squadra G League affiliata - Infortunato Roster • Transazioni · Ultima transazione: 14 aprile 2017 |                        |                    |         |        |              |                                                  |
| Pos. | Num. | Naz.                   | Nome               | Altezza | Peso   | Data nascita | Provenienza                                      |
| P | 20 | Stati Uniti (bandiera) | Felder, Kay        | 175 cm  | 80 kg  | 29-03-1995   | OU Golden Grizzlies                              |
| C | 9 | Stati Uniti (bandiera) | Frye, Channing     | 211 cm  | 116 kg | 17-05-1983   | Arizona                                          |
| G | 2 | Stati Uniti (bandiera) | Irving, Kyrie (C)  | 188 cm  | 82 kg  | 23-03-1992   | Duke                                             |
| A | 23 | Stati Uniti (bandiera) | James, LeBron (C)  | 203 cm  | 109 kg | 30-12-1984   | St. Vincent St. Mary High School (Ohio)          |
| A | 24 | Stati Uniti (bandiera) | Jefferson, Richard | 201 cm  | 106 kg | 21-06-1980   | Arizona                                          |
| A | 30 | Stati Uniti (bandiera) | Jones, Dahntay     | 198 cm  | 102 kg | 27-12-1980   | Duke                                             |
| A | 1 | Stati Uniti (bandiera) | Jones, James       | 203 cm  | 102 kg | 04-10-1980   | Miami (FL)                                       |
| A | 26 | Stati Uniti (bandiera) | Korver, Kyle       | 201 cm  | 96 kg  | 17-03-1981   | Creighton Bluejays                               |
| A | 0 | Stati Uniti (bandiera) | Love, Kevin (C)    | 208 cm  | 118 kg | 07-09-1988   | UCLA                                             |
| G | 4 | Stati Uniti (bandiera) | Shumpert, Iman     | 196 cm  | 96 kg  | 26-06-1990   | Georgia Tech                                     |
| G | 5 | Stati Uniti (bandiera) | Smith, J.R.        | 198 cm  | 100 kg | 09-09-1985   | Saint Benedict's Preparatory School (New Jersey) |
| C | 40 | Capo Verde (bandiera)  | Tavares, Walter    | 221 cm  | 120 kg | 22-03-1992   | Gran Canaria                                     |
| A | 13 | Canada (bandiera)      | Thompson, Tristan  | 203 cm  | 102 kg | 13-03-1991   | Texas                                            |
| G | 31 | Stati Uniti (bandiera) | Williams, Deron    | 191 cm  | 91 kg  | 26-06-1984   | Illinois                                         |
| A | 3 | Stati Uniti (bandiera) | Williams, Derrick  | 203 cm  | 109 kg | 25-05-1991   | Arizona                                          |

#### Risultati
| Arbitri: | Danny Crawford Derrick Stafford Zach Zarba |

| |            | |
| K. Durant 38                                                                                               | Punti      | L. James 28                                                                                          |
| S. Curry 10                                                                                                | Assist     | L. James 8                                                                                           |
| D. Green 11                                                                                                | Rimbalzi   | K. Love 21                                                                                           |
| Curry, Durant, Green, Pachulia, Thompson (Barnes, Clark, Iguodala, Livingston, McCaw, McGee, McAdoo, West) | Formazioni | Irving, James, Love, Smith, Thompson (Jefferson, Jones, Jones, Korver, Shumpert, Williams, Williams) |

| Arbitri: | Scott Foster Tony Brothers James Capers |

| |            | |
| K. Durant 33                                                                                               | Punti      | L. James 29                                                                                                |
| S. Curry 11                                                                                                | Assist     | L. James 14                                                                                                |
| K. Durant 13                                                                                               | Rimbalzi   | L. James 11                                                                                                |
| Curry, Durant, Green, Pachulia, Thompson (Barnes, Clark, Iguodala, Livingston, McCaw, McGee, McAdoo, West) | Formazioni | Irving, James, Love, Smith, Thompson (Frye, Jefferson, Jones, Jones, Korver, Shumpert, Williams, Williams) |

| Arbitri: | Monty McCutchen Ed Malloy Ken Mauer |

|                                                                              |            | |
| L. James 39                                                                  | Punti      | K. Durant 31                                                                                               |
| L. James 9                                                                   | Assist     | D. Green 7                                                                                                 |
| K. Love 13                                                                   | Rimbalzi   | S. Curry 13                                                                                                |
| Irving, James, Love, Smith, Thompson (Jefferson, Korver, Shumpert, Williams) | Formazioni | Curry, Durant, Green, Pachulia, Thompson (Barnes, Clark, Iguodala, Livingston, McCaw, McGee, McAdoo, West) |

| Arbitri: | Mike Callahan Marc Davis John Goble |

| |            | |
| K. Irving 40                                                                                         | Punti      | K. Durant 35                                                                                               |
| L. James 11                                                                                          | Assist     | S. Curry 10                                                                                                |
| L. James, T. Thompson 10                                                                             | Rimbalzi   | D. Green 14                                                                                                |
| Irving, James, Love, Smith, Thompson (Jefferson, Jones, Jones, Korver, Shumpert, Williams, Williams) | Formazioni | Curry, Durant, Green, Pachulia, Thompson (Barnes, Clark, Iguodala, Livingston, McCaw, McGee, McAdoo, West) |

| Arbitri: | Danny Crawford Ed Malloy Derrick Stafford |

|                                                                                      |            |                                                                              |
| K. Durant 39                                                                         | Punti      | L. James 41                                                                  |
| S. Curry 10                                                                          | Assist     | L. James 8                                                                   |
| D. Green 12                                                                          | Rimbalzi   | L. James 13                                                                  |
| Curry, Durant, Green, Pachulia, Thompson (Barnes, Iguodala, Livingston, McCaw, West) | Formazioni | Irving, James, Love, Smith, Thompson (Jefferson, Korver, Shumpert, Williams) |

| Campione NBA 2017               |
| ------------------------------- |
| Golden State Warriors 5º titolo |

#### MVP delle Finali
- #35 Kevin Durant, Golden State Warriors.

## Squadra vincitrice

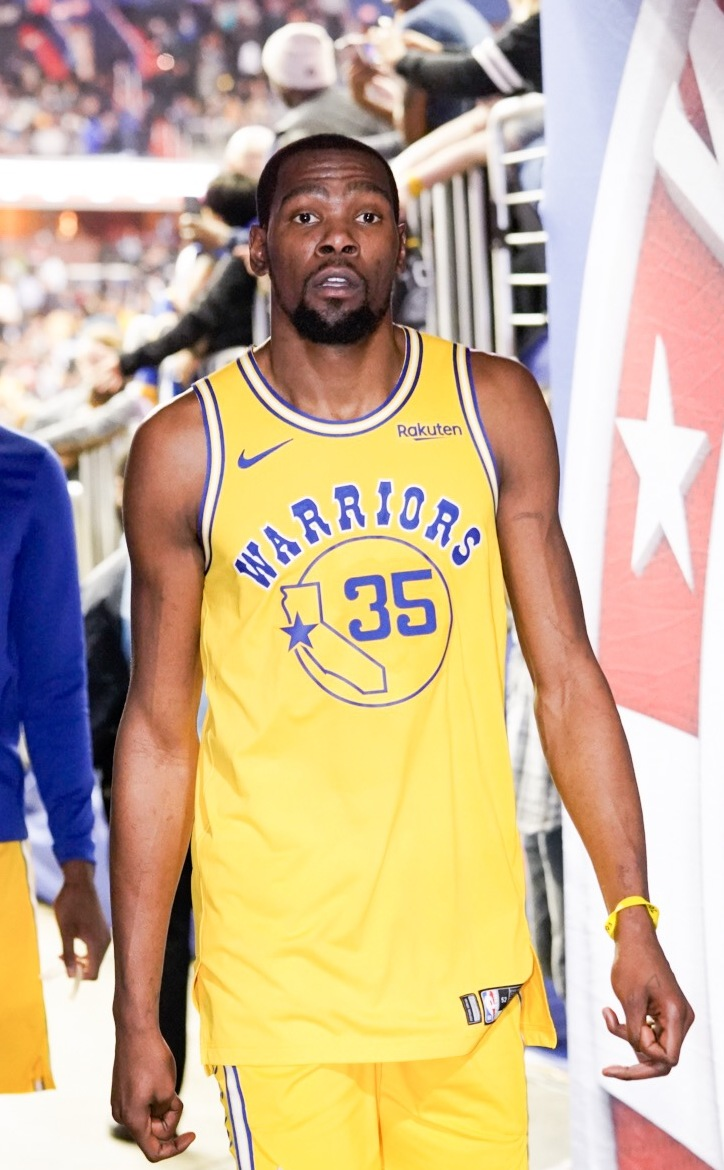
1. 35 Kevin Durant, Golden State Warriors.

| N° | Naz.                   | Ruolo | Sportivo             | Anno | Alt. | Peso |
| -- | ---------------------- | ----- | -------------------- | ---- | ---- | ---- |
| 0  | Stati Uniti (bandiera) | G     | Patrick McCaw        | 1995 | 198  | 82   |
| 1  | Stati Uniti (bandiera) | C     | JaVale McGee         | 1988 | 213  | 122  |
| 3  | Stati Uniti (bandiera) | AG    | David West           | 1980 | 206  | 113  |
| 5  | Stati Uniti (bandiera) | AG    | Kevon Looney         | 1996 | 206  | 100  |
| 9  | Stati Uniti (bandiera) | G     | Andre Iguodala       | 1984 | 198  | 97   |
| 11 | Stati Uniti (bandiera) | G     | Klay Thompson        | 1990 | 201  | 98   |
| 15 | Stati Uniti (bandiera) | C     | Damian Jones         | 1995 | 213  | 111  |
| 20 | Stati Uniti (bandiera) | AG    | James Michael McAdoo | 1993 | 206  | 109  |
| 21 | Stati Uniti (bandiera) | G     | Ian Clark            | 1991 | 191  | 79   |
| 22 | Stati Uniti (bandiera) | AP    | Matt Barnes          | 1980 | 201  | 103  |
| 23 | Stati Uniti (bandiera) | AG    | Draymond Green       | 1990 | 201  | 104  |
| 27 | Georgia (bandiera)     | C     | Zaza Pachulia        | 1984 | 211  | 125  |
| 30 | Stati Uniti (bandiera) | P     | Stephen Curry        | 1988 | 191  | 86   |
| 34 | Stati Uniti (bandiera) | P     | Shaun Livingston     | 1985 | 201  | 87   |
| 35 | Stati Uniti (bandiera) | AP    | Kevin Durant         | 1988 | 206  | 100  |

## Statistiche
Aggiornate al 2 giugno 2021.
| Categoria | Singola prestazione                                   | Singola prestazione                                                | Singola prestazione | Media                            | Media            | Media | Media |
| Categoria | Giocatore                                             | Squadra                                                            | Max                 | Giocatore                        | Squadra          | Media | PG    |
| --------- | ----------------------------------------------------- | ------------------------------------------------------------------ | ------------------- | -------------------------------- | ---------------- | ----- | ----- |
| Punti     | Isaiah Thomas                                         | Boston Celtics                                                     | 53                  | Russell Westbrook                | Oklahoma Thunder | 37,4  | 5     |
| Rimbalzi  | Kevin Love                                            | Cleveland Cavaliers                                                | 21                  | DeAndre Jordan                   | L.A. Clippers    | 14,4  | 7     |
| Assist    | John Wall                                             | Wash. Wizards                                                      | 16                  | Russell Westbrook                | Oklahoma Thunder | 10,8  | 5     |
| Recuperi  | Thaddeus Young Kawhi Leonard Stephen Curry Kevin Love | Indiana Pacers San Antonio Spurs G.S. Warriors Cleveland Cavaliers | 6                   | Russell Westbrook André Roberson | Oklahoma Thunder | 2,40  | 5     |
| Stoppate  | Draymond Green                                        | G.S. Warriors                                                      | 6                   | André Roberson                   | Oklahoma Thunder | 3,40  | 5     |